# أوياكي أكاهاتشي
أوياكي أكاهاتشي (遠 弥 計 赤 蜂 / 於 屋 計 赤 蜂) ويُعرف أيضاً باسم أوياكي أكاهاتشي هونغاوارا (遠 弥 計 赤 蜂 保 武川良) كان أحد زعماء ريوكيو (آجي) على جزيرة إشيغاكي، قاد تمرداً ضد مملكة ريوكيو عام 1500.